# Kościelski-Preis
Der Kościelski-Preis (eigentlich Preis der Kościelski-Stiftung, polnisch: Nagroda Fundacji im. Kościelskich) ist eine polnische literarische Auszeichnung. Die Stiftung wurde 1959 von Monika Kościelska, der Witwe des Verlegers und Dichters Władysław August Kościelski, im Schweizer Exil gegründet. 1962 wurde der Preis erstmals in Genf verliehen. Laut Stiftungssatzung sollen mit ihm jährlich die besten polnischsprachigen Prosa- und Lyrikschriftsteller unter vierzig Jahren geehrt werden. Die Zahl der Preisträger, die durch eine Jury bestimmt werden, ist nicht festgelegt. Bis 1989 fanden die Übergabefeierlichkeiten in Genf, seitdem abwechselnd in Warschau und Krakau statt. Das Preisgeld hängt von den Zinseinnahmen und der Anzahl der Geehrten ab.

## Preisträger
- 1962: Andrzej Brycht, Andrzej Busza, Sławomir Mrożek, Jan Rostworowski
- 1963: Zbigniew Herbert, Zygmunt Kubiak, Jan Winczakiewicz
- 1964: Bogdan Czaykowski, Wiesław Dymny, Tadeusz Konwicki, Zofia Romanowiczowa, Bogdan Wojdowski
- 1965: Tadeusz Chabrowski, Andrzej Kijowski, Marian Ośniałowski, Wiktor Woroszylski
- 1966: Henryk Grynberg, Gustaw Herling-Grudziński, Włodzimierz Odojewski
- 1967: Jarosław Abramow-Newerly, Tadeusz Nowak, Jarosław Marek Rymkiewicz
- 1968: Jan Błoński, Konstanty Jeleński, Marek Nowakowski, Ryszard Przybylski, Marek Skwarnicki
- 1969: Jan Darowski, Urszula Kozioł, Jerzy Kwiatkowski, Mieczysław Paszkiewicz, Alina Witkowska
- 1970: Jerzy Gierałtowski, Janina Kowalska, Kazimierz Orłoś
- 1971: Bohdan Cywiński, Adam Czerniawski, Jerzy Harasymowicz, Zygmunt Haupt, Wacław Iwaniuk, Zbigniew Żakiewicz
- 1972: Stanisław Barańczak, Bonifacy Miązek, Edward Stachura, Władysław Lech Terlecki
- 1973: Tomasz Burek, Janusz A. Ihnatowicz, Ewa Lipska, Alicja Lisiecka
- 1974: Jerzy W. Borejsza, Alicja Iwańska, Edward Redliński
- 1975: Wojciech Karpiński, Julian Kornhauser, Marcin Król, Paweł Łysek, Adam Zagajewski
- 1976: Bolesław Kobrzyński, Ryszard Krynicki, Bogdan Madej, Joanna Pollakówna
- 1977: Ewa Bieńkowska, Maciej Broński, Małgorzata Szpakowska, Bolesław Taborski
- 1978: Piotr Wojciechowski
- 1979: Jerzy Mirewicz
- 1980: Józef Baran, Jerzy Pluta, Janusz Węgiełek
- 1981: Janusz Anderman, Krzysztof Dybciak, Anna Frajlich-Zając, Jan Komolka
- 1982: keine Preisverleihung
- 1983: Stefan Chwin, Jan Góra, Antoni Pawlak, Jan Polkowski, Stanisław Rosiek
- 1984: Bronisław Maj, Tadeusz Korzeniewski
- 1985: Jerzy Jarzębski
- 1986: Tomasz Jastrun, Adam Michnik, Leszek Szaruga
- 1987: Keine Preisverleihung
- 1988: Paweł Huelle, Piotr Sommer
- 1989: Włodzimierz Bolecki, Jerzy Pilch, Krzysztof Rutkowski
- 1990: Grzegorz Musiał, Bronisław Wildstein, Marek Zaleski
- 1990: Wisława Szymborska
- 1991: Andrzej Bart, Marian Stala
- 1992: Krzysztof Myszkowski
- 1992: Aleksandra Olędzka-Frybesowa
- 1993: Marzanna Bogumiła Kielar, Artur Szlosarek
- 1994: Maciej Niemiec, Tadeusz Słobodzianek, Marek Wojdyło
- 1995: Magdalena Tulli, Andrzej Stasiuk
- 1996: Jacek Baczak, Marcin Świetlicki
- 1997: Olga Tokarczuk, Andrzej Sosnowski
- 1998: Przemysław Czapliński, Jacek Podsiadło
- 1999: Adam Wiedemann, Arkadiusz Pacholski
- 2000: Michał Paweł Markowski, Wojciech Wencel
- 2001: Jerzy Sosnowski
- 2002: Olga Stanisławska
- 2003: Dawid Bieńkowski
- 2004: Tomasz Różycki
- 2005: Jacek Dehnel
- 2006: Jolanta Stefko
- 2007: Mikołaj Łoziński
- 2008: Jacek Dukaj
- 2009: Tadeusz Dąbrowski
- 2010: Marcin Kurek
- 2011: Andrzej Franaszek
- 2012: Andrzej Dybczak
- 2013: Krystyna Dąbrowska
- 2014: Krzysztof Siwczyk
- 2015: Szczepan Twardoch
- 2016: Maciej Płaza
- 2017: Urszula Zajączkowska
- 2018: Joanna Czeczott
- 2019: Aldona Kopkiewicz
- 2020: Małgorzata Rejmer
- 2021: Jan Baron
- 2022: Bartosz Sadulski
- 2023: Urszula Honek
- 2024: Aleksandra Tarnowska